# Buồng chụp ảnh

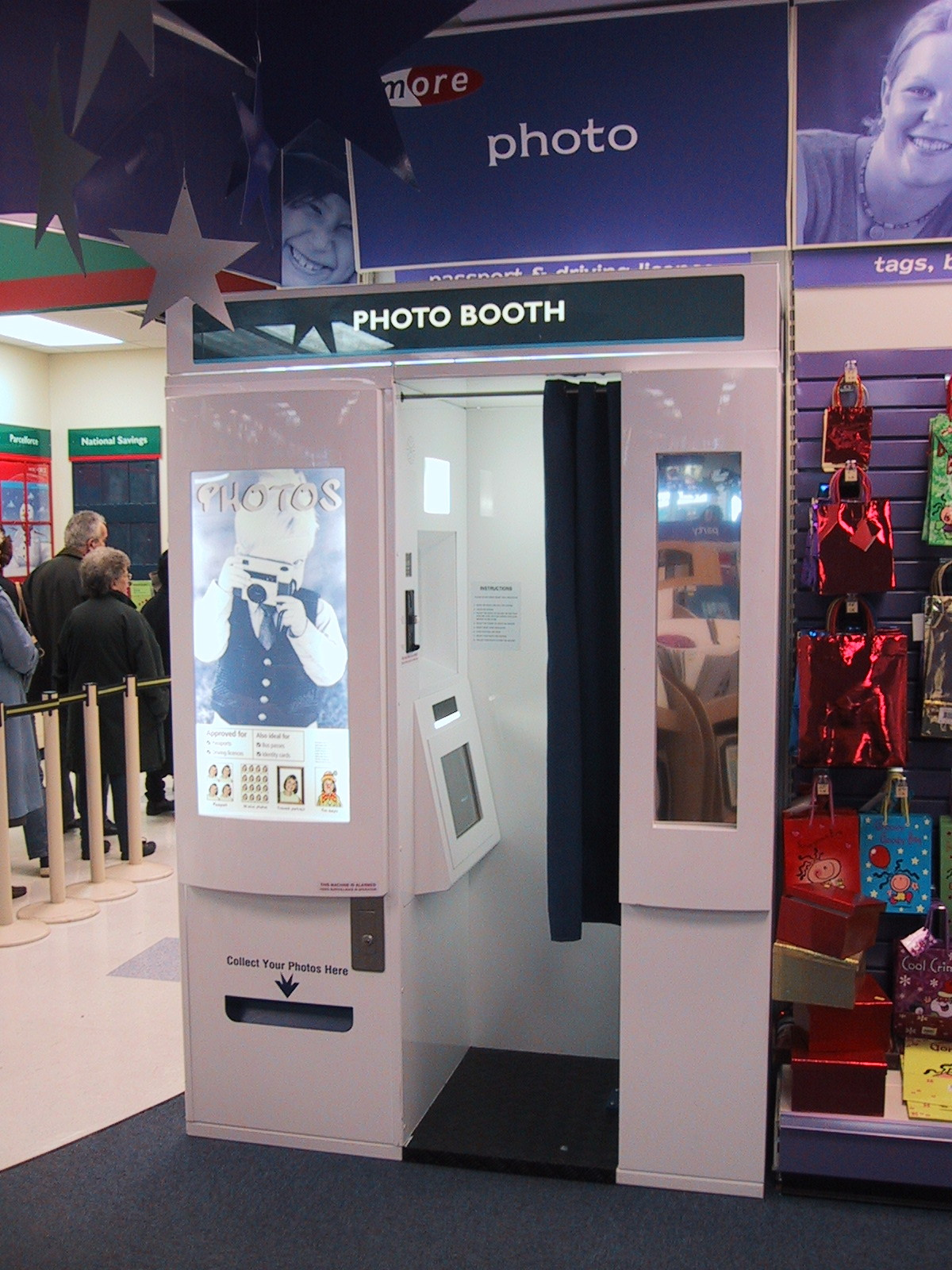
Một chiếc buồng chụp ảnh lấy liền (hay chụp ảnh lấy ngay) kỹ thuật số ở Anh Quốc

Buồng chụp ảnh hay còn có những tên gọi khác như buồng chụp hình, bốt chụp ảnh hay bốt chụp hình, là một chiếc máy bán hàng hay ki-ốt hiện đại có chứa camera và bộ xử lý phim tự động, thường là chạy bằng xu. Ngày nay, đại bộ phận những không gian buồng chụp ảnh là kỹ thuật số.

## Lịch sử
Bằng sáng chế cho chiếc máy chụp ảnh tự động đầu tiên trên thế giới được đệ trình vào năm 1888 là của William Pope và Edward Poole đến từ thành phố Baltimore, nước Mỹ. Nhưng chiếc máy chụp ảnh đầu tiên hoạt động thực sự là một sản phẩm nhà sáng chế người Pháp T. E. Enjalbert (vào tháng 3 năm 1889).
Công ty Photomaton được thành lập nhằm đặt những chiếc buồng này trên toàn nước Mỹ. Ngày 27 tháng 3 năm 1927, Josepho được trả 1 triệu đô la và được bảo lãnh quyền tác giả trong tương lai dành cho phát minh này.